# Żyła sercowa mała

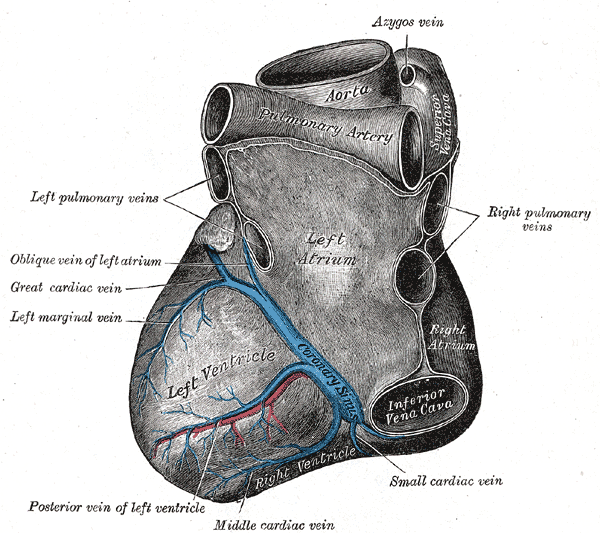
Żyła sercowa mała podpisana Small cardiac vein.

Żyła sercowa mała, żyła serca mała (łac. vena cardiaca parva, vena cordis parva) – w anatomii człowieka żyła serca leżąca na powierzchni przeponowej serca, w prawej części bruzdy wieńcowej. Uchodzi przez zatokę wieńcową do prawego przedsionka serca.